# Antoine Gallimard
Antoine Gallimard (París, 1947) és un empresari editor francès.

## Biografia
Antoine Gallimard és un dels quatre fills de Claude Gallimard i Simone Gallimard, fill i filla del fundador de la nissaga el 1915, Gaston Gallimard. Claude havia succeït el seu pare el 1975. Té quatre filles; Charlotte (nascuda el 1980) fou nomenada directora general de Casterman el novembre de 2012.
Antoine Gallimard fou encarregat el 1988 pel seu pare Claude de prendre les regnes del grup editorial, ja que el germà gran, Christian, va marxar per desacords profunds amb el seu pare en 1984. Malgrat la seva joventut i falta d'experiència, Antoine (qui havia pensat a convertir-se en professor de filosofia i el seu pare havia dirigit per força a la Facultat de Dret d'Assas) s'imposà i va aconseguir treure Gallimard dels conflictes familiars que gairebé l'havien enfonsat.
El 5 de gener de 2003, Antoine Gallimard va anunciar que ell i els seus familiars, socis de l'empresa Madrigall, tenien el 98% de participació en el negoci familiar, aconseguint el reemborsament de participacions d'accionistes tercers (BNP, Natexis...). En una entrevista a Télérama explica l'estat de la casa Gallimard, cent anys després de la seva creació: 
| « | Des de l'any 2000 ens trobem efectivament. Això és un respir. El motor, per mi ... és que Gallimard segueixi sent una casa que sàpiga com atraure els autors, convèncer-los de venir, una casa que rep premis literaris, però també és capaç de prescindir-ne. Podem conèixer de la mateixa manera els temps difícils, i jo mateix m'hi preparo constantment. No es pot predir, sinó per fer el contrari del seu ofici. Reconèixer, per exemple: com, en aquest moment, són els vampirs que caminen, llavors vaig encarregar una sèrie a tal autor ..." | » |

Ha estat president del Syndicat national de l'édition. És president de l'Association pour le développement de la librairie de création (ADELC). El 24 de gener de 2001 fou nomenat cavaller de la Legió d'Honor i el 12 d'abril de 2009 fou promogut al grau d'oficial.
Des del seu grup ha impulsat la traducció al francès de diversos autors catalans. El Govern de Catalunya li concedí la Creu de Sant Jordi el 2013.